# Ian Chappell
Pour les articles homonymes, voir Chappell (homonymie).
Ian Michael Chappell (né le 26 septembre 1943), parfois surnommé Chappelli, est un ancien joueur de cricket australien. Il a disputé son premier test pour l'équipe d'Australie en 1964 et a participé au premier One-day International de l'histoire du cricket, en 1971.
Il est spécialisé en tant que batteur et reconnu en tant que capitaine.
Ses frères cadets Greg et Trevor étaient eux aussi internationaux australiens de cricket, comme leur grand-père Vic Richardson.
Chappell fit partie des joueurs qui rejoignirent la World Series Cricket. Il retrouva la sélection australienne après la dissolution de cette compétition officieuse.
Après l'arrêt de sa carrière, il est devenu commentateur sportif pour la télévision.

## Équipes
- Australie-Méridionale
- Lancashire

## Honneurs
- Un des cinq Wisden Cricketers of the Year de l'année 1976.
- Membre de l'Australian Cricket Hall of Fame depuis 2003.
- Membre de l'ICC Cricket Hall of Fame depuis 2009 (membre inaugural).

## Sélections
- 75 sélections en test cricket de 1964 à 1980
- 16 sélections en ODI de 1971 à 1980